# Тисячолітній Миколай
«Тисячолітній Миколай» — науково-фантастичний роман радянського та українського письменника Павла Загребельного, вперше надрукований 1994 року київським видавництвом «Довіра». Згодом роман ще перевидавався.

## Сюжет
Роман написано у формі розповіді-спогаду людини, яка прожила понад десять століть — від часів князя Володимира до наших днів — при цьому не одним життям, щоразу помирав та знову народжувався, і завжди з ім’ям Миколай. Був дружинником князя Володимира, їздив з його посланцями до Візантії, і разом із нареченою князя, ромейською царівною Анною, привіз на Русь нову віру. З козацьким посольством Богдана Хмельницького інок Миколай Несміяновський, який знався у всіляких науках, приїздив до Москви, де у Чудівському монастирі був справником старих та новопечатних книг. У двадцятому столітті Миколай Сміян ще хлопцем пережив голодомор 1932-1933 років, молодим лейтенантом пройшов кривавими дорогами Другої світової війни, а у мирний час став вченим-агрономом.
Паралельний сюжет – про брата головного героя, який несподівано зробив карколомну кар’єру та став одним з керівників республіки. Почалося все з того, що в шкільному драмгуртку він виконував роль Леніна у п’єсі Корнійчука «Правда».